# Rapport Arbour

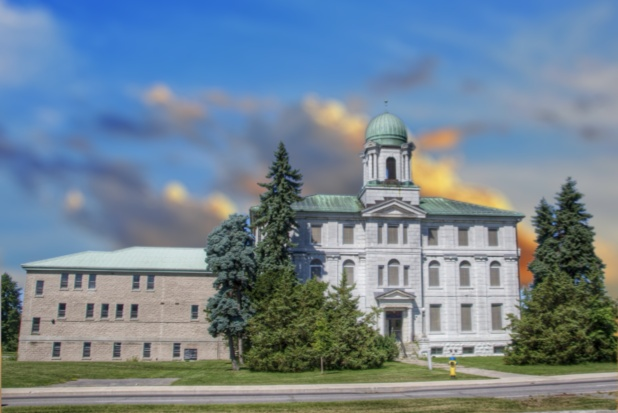
La prison pour femmes de Kingston (Ontario).

La Commission d'enquête sur les événements survenus à la prison des femmes de Kingston est une enquête officielle dirigée par la juge Louise Arbour qui s'est intéressée aux droits des prisonnières et au traitement des femmes incarcérées dans les prisons fédérales canadiennes. Le rapport final de cette Commission est publié en 1996 et est surnommé le rapport Arbour.
Formée à l'origine pour enquêter sur une émeute et les mauvais traitements subséquents de détenues à la Prison des femmes (P4W) de Kingston, en Ontario, l'enquête s'est élargie à l'ensemble du Canada. Elle est ordonnée en avril 1995 par le solliciteur général Herb Gray  qui avait visionné un enregistrement d'une équipe d'intervention entièrement masculine effectuant des fouilles corporelles de femmes détenues à la prison des femmes de Kingston, l'année précédente lors d'une émeute.
Cet établissement est fermé en 2000, après l'ouverture de prisons régionales pour femmes à travers le Canada.

## Contenu du rapport
Ce rapport de 300 pages est soumis au solliciteur général Herb Gray le 31 mars 1996. Découpé en quatre parties, le rapport décrit d'abord les événements qui ont déclenché l'enquête. Dans la deuxième partie, les questions politiques relatives aux droits des prisonnières, à la responsabilité institutionnelle et aux problèmes des femmes sont abordées. La troisième section adopte une perspective historique sur l'émeute d'avril 1994 à la Prison pour Femmes de Kingston et sur l'établissement pénitencier en général, en se référant à des rapports antérieurs qui critiquent également le traitement des femmes purgeant une peine fédérale au Canada. Enfin, la dernière section est une synthèses des nombreuses recommandations disséminées dans les trois premières parties.

## Suites du rapport
Le Service Correctionnel Canada est critiqué pour son suivi lacunaire des recommandations du rapport Arbour. Les femmes continuent d'être hébergées dans des quartiers de niveau de sécurité plus élevés,, les outils de classification sont discriminent les femmes en fonction de leur race, classe, sexe, orientation sexuelle et santé mentale,. En 1996, les femmes en quartier de sécurité maximale étaient mises à l'isolement dans des prisons pour hommes. Dans les nouvelles prisons régionales, l'accent a été mis sur la sécurité : les murs, les caméras et les clôtures ont éliminé les cellules à sécurité minimale. Kim Pate dit de la mise en œuvre des recommandations du rapport Arbour qu'elle est « extrêmement sélective et quelque peu intéressée ». 